# دم‌خاری‌های قهوه‌ای
دم‌خاری‌های قهوه‌ای یا دم‌تیزک‌های قهوه‌ای (نام علمی: Synallaxis) نام یک سرده از خانواده مرغان تنورساز است.